# Уолоуа (окръг, Орегон)
Окръг Уолоуа (на английски: Wallowa County) е окръг в щата Орегон, Съединени американски щати. Площта му е 8164 km², а населението - 7226 души (2000). Административен център е град Ентърпрайз.

## Градове
- Джоузеф
- Лостин